# 베를린 오스트크로이츠역
베를린 오스트크로이츠역(Bahnhof Berlin Ostkreuz)은 베를린 프리드리히스하인크로이츠베르크구 프리드리히스하인과 루멜스부르크에 걸쳐 있는 철도역이다. 니더슐레지엔-마르크 철도, 프로이센 동방철도, 베를린 순환선이 교차하는 베를린의 주요 환승역 중 하나이다.
2006년부터 2018년까지 현대화 공사가 진행되었다. 원래 계획은 2016년에 완공 예정이었다. 여러 번의 지연 끝에 2018년 12월에 계획했던 부분이 완공되었다. 건설 이후 수십년간 베를린 S반의 열차만 정차했으나, 2015년 12월부터 지역간 열차도 정차하기 시작했다.
정차하는 열차 수와 이용객 수 기준으로 독일에서 가장 혼잡한 철도역에 속한다. 2019년 기준 일일 이용객 및 방문객은 25만 명이며, 이 중 23만 5000명이 S반 이용객이다. 베를린에서 정차하는 열차 수가 세 번째로 많은 역이다.

## 승강장
순환선 역은 상층, 도심선 역은 하층에 위치해 있다.

## 인접 정차역
베를린 버스 M43, 194, 347, N94번과 환승할 수 있다.

### 지역간 열차 및 베를린 S반
| RE·RB                                   | RE·RB     | RE·RB                                       |
| --------------------------------------- | --------- | ------------------------------------------- |
| 게준트브루넨 베를린 중앙역 방면         | FEX       | BER 공항 방면                               |
| 동역 마그데부르크 중앙역 방면           | RE 1      | 에르크너 프랑크푸르트 (오데르) 중앙역 방면  |
| 동역 나우엔 방면                        | RE 2      | 쾨니히스 부스터하우젠 콧부스 중앙역 방면    |
| 동역 데사우 중앙역 방면                 | RE 7      | 쾨니히스 부스터하우젠 젠프텐베르크 방면     |
| 동역 비스마르 방면                      | RE 8      | BER 공항 방면                               |
| 시·종착역                               | RB 12     | 리히텐베르크 템플린 슈타트 방면             |
| 동역 포츠담 골름역 방면                 | RB 23     | BER 공항 방면                               |
| 쇠네바이데 쇠네펠트 방면                | RB 24     | 리히텐베르크 에베르스발데 방면              |
| 시·종착역                               | RB 25     | 리히텐베르크 베르노이헨 방면                |
| 시·종착역                               | RB 26     | 리히텐베르크 폴란드 코스트신나트오드롱 방면 |
| 쇠네펠트 쇠니펠트 방면                  | RB 32     | 리히텐베르크 오라니엔부르크 방면            |
| 베를린 S반                              |           |                                             |
| 프랑크푸르터 알레 반시계방향 순환       | S41 · S42 | 트레프토어 파르크 시계방향 순환             |
| 프랑크푸르터 알레 비르켄베르더 방면     | S8        | 트레프토어 파르크 그뤼나우·빌다우 방면      |
| 프랑크푸르터 알레 바이트만슬루스트 방면 | S85       | 트레프토어 파르크 쇠네바이데·그뤼나우 방면  |
| 바르샤우어 슈트라세 슈판다우 방면       | S3        | 루멜스부르크 에르크너 방면                  |
| 바르샤우어 슈트라세 베스트크로이츠 방면 | S5        | 뇔드너플라츠 슈트라우스베르크 노르트 방면   |
| 바르샤우어 슈트라세 포츠담 방면         | S7        | 뇔드너플라츠 아렌스펠데 방면                |
| 바르샤우어 슈트라세 방면                | S75       | 뇔드너플라츠 바르텐베르크 방면              |

## 참고 문헌
- Andreas Butter, Hans-Joachim Kirsche, Erich Preuß: Berlin Ostkreuz – Die Drehscheibe des S-Bahn-Verkehrs. Geramond, München 2000. ISBN 3-932785-24-X.
- Erich Preuß, Hans-Joachim Kirsche, Andreas Butter (2014). 《Berlin Ostkreuz. Geschichte und Gegenwart der Nahverkehrs-Drehscheibe》. München: Geramond. ISBN 978-3-95613-001-4.
- Sven Heinemann, Burkhard Wollny: Mythos Ostkreuz: Die Geschichte des legendären Berliner Eisenbahnknotens – 1842 bis heute. VGB, Berlin 2018, ISBN 978-3-8375-1885-6.